# Anesthesia
Pour les articles homonymes, voir Anesthésie.
Pour plus de détails, voir Fiche technique et Distribution.
Anesthesia (Anesthesia) est un film dramatique américain écrit et réalisé par Tim Blake Nelson et sorti en 2015.

## Synopsis
Plusieurs vies se croisent au lendemain de l'agression violente d'un professeur de philosophie de l'Université Columbia.

## Fiche technique
- Réalisateur : Tim Blake Nelson
- Scénariste : Tim Blake Nelson
- Producteurs : Julie Buck, Josh Hetzler, John Molli, Tim Blake Nelson et Christopher J. Scott
- Producteurs exécutifs : Jonathan Gray, Houston King, Dennis Mykytyn, Anthony J. Nicholson et Reid Nicholson
- Musique : Jeff Danna
- Cinématographie : Christina Voros
- Montage : Mako Kamitsuna
- Casting : Avy Kaufman
- Dates de sortie :
  - États-Unis : 22 avril 2015 (Festival du film de Tribeca)

## Distribution
- Sam Waterston : Walter Zarrow
- Ivan Goris : Ignacio
- Rob Morgan : Parnell
- Corey Stoll : Sam
- Mickey Sumner : Nicole
- Kaipo Schwab : Tenant
- Tim Blake Nelson : Adam
- Kristen Stewart : Sophie
- Philip Ettinger : Roger (as Phil Ettinger)
- Gretchen Mol : Sarah
- Natasha Gregson Wagner : Marta
- Erica Cho : Teacher
- Jacqueline Baum : Allie
- Ekaterina Samsonov : Angie
- Hannah Marks : Ella
- Ben Konigsberg : Hal
- K. Todd Freeman : Joe
- Michael Kenneth Williams : Jeffrey (as Michael K. Williams)
- J. Bernard Calloway : Cedar
- Jessica Hecht : Jill
- Cameron Taylor : Nurse
- Scott Cohen : Dr. Laffer
- Lee Wilkof : Ray
- Gloria Reuben : Meredith
- Glenn Close : Marcia
- Yul Vazquez : Dr. Barnes
- Julia Morrison : Shani
- Erika Rose : Waitress
- Katie Chang : Amy
- Lisa Benavides-Nelson : Dr. Pratt
- Richard Thomas : Mr. Werth
- Patrick Kerr : Jerry
- Annie Parisse : Rachel
- G. Michelle Robinson : Gracie
- David Aaron Baker : Devlin
- Cliff Moylan : Bailiff
- Keith Randolph Smith : Judge
- Denise Burse : West Indian Nurse
- Lucas Hedges : Greg
- Derrick Baskin : Medical Examiner
- John McNamara : Detective
- Marcus Callender : Medical Assistant
- Christopher McCann : Dr. Keller (comme Chris McCann)
- Ana Marie Calise : Student (non créditée)
- Korey Jackson : acteur (non crédité)
- Kenneth Kopolovicz : Alumni Guest Student (non crédité)
- Doris McCarthy  : Diner Lady (non créditée)
- Casey Roberts : Student (non crédité)
- Nina Rosenthal : Waitress (non créditée)